# Jean d'Esparbès
Jean Antoine Esparbès dit Jean d'Esparbès, né à  Verneuil-sur-Seine le 9 mars 1899, et mort à Montmartre le 4 décembre 1968, est un peintre et poète français

## Biographie
Jean d'Esparbès passe sa jeunesse au château de Fontainebleau dont Georges d'Esparbès, son père, a été le conservateur de 1905 à 1930.
Il assiste aux cours de l'École des Arts Décoratifs, rencontre Auguste Renoir et Pierre Bonnard à Antibes et devient l'ami de Francis Carco, Roland Dorgelès, Gen Paul, Tony Agostini, Frank-Will, Louis Ferdinand Céline et Marcel Aymé.
Le peintre débute au Salon des indépendants de la Société des artistes indépendants en 1920 et expose au Salon d'automne à partir de 1924,. En 1928, il y présente la toile La Passion chez les fous.
Mort à son domicile de la rue du Mont-Cenis à l'âge de 69 ans, Jean d'Esparbès était divorcé depuis 1932 de Lucienne Ayrault, fille d'un magistrat du tribunal civil de la Seine, et remarié depuis 1939 avec Juliette Liberti.

## Expositions
- Salon des indépendants dès 1920[1]
- Salon d'automne en 1924 et 1928[4].
- Galerie John Lévy, place Vendôme, en 1925.
- Galerie Balzac, rue Balzac, en 1926[9].
- Galerie Mantelet, rue La Boétie, en 1927[10].
- Salon des Tuileries en 1927[11].
- Galerie Peyrent, rue Roger-Bacon, en 1933.
- Galerie André Coste, rue Lepic, en 1940[4].
- Galerie Léandre Quesnel, avenue Matignon, à partir de 1963[4].
- Salon de Toile, rue du Mont-Cenis, en 1968[4].

## Musées
- Musée Alsacien de Strasbourg : Massacre ou le bourreau de soi-même, 1927[12].

## Hommages
- 1970, une plaque est apposée sur le mur de son atelier 36 rue Saint-Vincent à Montmartre[4].
- 1972, le Salon des indépendants lui rend hommage[4].
- 1988, le musée de Montmartre fait une rétrospective (18 septembre 1988)[13]. Le catalogue de l'exposition est préfacé d'Antoine Blondin ; les textes sont de Marcel Aymé, Jean-Paul Crespelle et Louis Ferdinand Céline[13].
- une rue porte son nom à Verneuil-sur-Seine[4].